# Armă mortală 4
Armă mortală 4 (titlu original: Lethal Weapon 4) este un film american din 1998 regizat de Richard Donner. Rolurile principale au fost interpretate de actorii Mel Gibson, Danny Glover, Rene Russo, Jet Li, Joe Pesci și Chris Rock. Este al patrulea film din seria de filme de acțiune de comedie Armă mortală.

## Distribuție
- Mel Gibson ca Martin Riggs
- Danny Glover ca Roger Murtaugh
- Rene Russo ca Lorna Cole
- Jet Li ca Wah Sing Ku
- Joe Pesci ca Leo Getz
- Chris Rock ca Detectiv Lee Butters
- Kim Chan ca Unchiul Benny Chan
- Steve Kahan ca Cpt. Ed Murphy
- Calvin Jung ca Detectiv Ng
- Jack Kehler ca U.S. State Department Official
- Eddy Ko ca Hong, refugiat chinez
- Mary Ellen Trainor ca Dr. Stephanie Woods
- Conan Lee ca fratele lui Ku
- Darlene Love ca Trish Murtaugh
- Traci Wolfe ca Rianne Murtaugh
- Damon Hines ca Nick Murtaugh
- Ebonie Smith este Carrie Murtaugh